# Trận Banjarmasin
Trận Banjarmasin (31 tháng 1 – 10 tháng 2 năm 1942) diễn ra như là một phần của cuộc tấn công của Nhật Bản nhằm đánh chiếm Đông Ấn Hà Lan. Người Nhật đã tiến hành một cuộc tấn công gọng kìm từ biển và đất liền để chiếm một sân bay chiến lược ở Banjarmasin (cách viết cũ: Bandjarmasin hoặc Bandjermasin) để chuẩn bị cho việc chiếm đảo Java.

## Hoàn cảnh
Trước năm 1941, Banjarmasin là trung tâm hành chính của Đông và Đông Nam Borneo, và là trụ sở của Thống đốc Borneo thuộc Hà Lan. Sân bay Oelin (Ulin) nằm cách thị trấn 25 km chỉ cách Surabaya 420 km, khiến nó trở thành mục tiêu quan trọng trong kế hoạch tiêu diệt Không quân Đồng minh ở Java trước cuộc tấn công của họ. Người Hà Lan đã thành lập một sân bay khác tại Kotawaringin, cách đó 350 km về phía tây.

## Lực lượng hai bên

### Nhật Bản

#### Lực lượng trên bộ
- Đơn vị đổ bộ (Chỉ huy: Đại tá Kyōhei Yamamoto):[5]
  - Trung đoàn Bộ binh 146 (trừ Tiểu đoàn 1 và 2)
  - Một khẩu đội pháo
  - Một đại đội công binh (trừ một trung đội)
  - Đơn vị quân y
  - Một đại đội vận tải
- Đơn vị trên biển (Chỉ huy: Đại uý Yoshibumi Okamoto):[6]
  - Một đại đội bộ binh
  - Một trung đọi công binh
  - Một trung đội công binh độc lập
  - Một đội phát thanh

### Hà Lan

#### Lực lượng trên bộ
- Kotawaringin (Chỉ huy: Trung uý G.T.C. Schoenmaker):[7][8]
  - 10 lữ đoàn (Một lữ đoàn: khoảng 15-18 quân)
  - 2 khẩu súng máy Lewis để phòng không
- Dajoe (Dayu) (Chỉ huy: Dự bị 1 Trung uý W.M.J. van der Poel):
  - Một lữ đoàn
  - 25 cảnh sát dã chiến quân sự
- Tanahgrogot (Chỉ huy: Trung uý 1 W. Michielsen):
  - 60 quân
- Amoentai (Amuntai) và Barabai:
  - 3 lữ đoàn Landwacht, mỗi lữ đoàn được trang bị súng săn
- Kandangan (Chỉ huy: Dự bị 1 Trung uý D.E.P. Scholte):
  - 3 lữ đoàn Landwacht
  - 25 lính nghĩa vụ
- Oelin (Chỉ huy: Đại uý F. Bolderhey):
  - 9 lữ đoàn (khoảng 150 lính bộ binh chính quy và nghĩa vụ)
  - 2 súng máy 7,7 mm
  - Vài khẩu Lewis
- Banjarmasin (Chỉ huy: Đại uý J.H. van Epen):
  - Một đại đội Stadswacht
  - 6 lữ đoàn nghĩa vụ
  - 2 overvalwagens

## Kế hoạch của Hà Lan
Quân đội Hà Lan ở Banjarmasin chủ yếu được giao nhiệm vụ bảo vệ cả 2 sân bay Oelin và Kotawaringin. Mặc dù bản chất của nhiệm vụ, quân đội đến từ nhiều nhóm khác nhau được trang bị kém; một số đơn vị không được cung cấp quân phục cho đến tháng 1 năm 1942. Nhiều lữ đoàn Stadswacht và Landwacht chỉ được thành lập vào năm 1941 và được đào tạo về xử lý vũ khí hoặc cơ động trong trận đánh.
Sau khi hoàn thành nhiệm vụ chính, tất cả binh lính bên ngoài Java phải tiến hành chiến tranh du kích. Các nhân viên chỉ huy và thống đốc sẽ chuyển đến Moearatewe, ở Bắc Barito, trong khi các nhân viên hành chính sẽ ở lại, hy vọng sẽ tiếp tục làm việc bình thường sau khi chiếm đóng. 3 cơ sở lưu trữ đã được thiết lập dọc theo tuyến đường đến Moearatewe như là một phần của việc này.

## Kế hoạch của Nhật Bản
Xét rằng người Nhật không có bất kỳ thông tin tình báo cập nhật nào về tình trạng của các sân bay ở Banjarmasin, ngoài thời gian dài để thiết lập sân bay cho hoạt động sau khi chiếm được, Hải quân đã huỷ bỏ sự tham gia của mình vào chiến dịch. Thay vào đó, Quân đội đã lên kế hoạch tiến hành một cuộc tấn công theo hai hướng vào thành phố từ biển và đất liền, với cuộc công kích chính là cuộc tấn công chính.
Đơn vị trên bộ của Đại tá Yamamoto lên kế hoạch tấn công bằng đường bộ sẽ rời Balikpapan vào đêm 30 tháng 1 và đổ bộ lên Tanahgrogot vào rạng sáng ngày 31. Đơn vị sau đó sẽ băng qua rừng rậm và núi về phía nam, với một yếu tố  lực lượng tiến lên như đội tiên phong để ngăn chặn bất kỳ nỗ lực phục kích nào của Hà Lan. Sau khi di chuyển ra khỏi rừng rậm, nó sẽ nhanh chóng tiến đến thành phố để vượt qua bất kỳ nỗ lực nào của Hà Lan nhằm phá huỷ các cây cầu trong khi rút lui. Vì các nhu yếu phẩm chủ yếu được mua tại chỗ, quân đội chỉ mang theo khẩu phần trị giá 9 ngày.
Trong khi đó, Đơn vị trên biển của Đại uý Okamoto, sẽ rời đi vài ngày trước Đơn vị của Yamamoto. Sử dụng tàu đổ bộ, đơn vị sẽ chỉ di chuyển vào ban đêm. Vào ban ngày, họ dự định đi ngược dòng gần cửa sông và trốn dưới rừng để tránh sự trinh sát trên không của Đồng minh. Để đảm bảo lối đi qua eo biển phía tây đảo Laoet (Laut), Okamoto lên kế hoạch tiến hành một cuộc đột kích ban đêm vào Kotabaroe (Kotabaru) để thu thập nguồn tiếp tế và thông tin tình báo. Khi đổ bộ xuống Banjarmasin, Đơn vị sẽ tiến lên và chiếm sân bay Oelin. Đối diện với Đơn vị trên bộ, quân của Okamoto cần phải mua sắm lương thực thực phẩm dọc theo cuộc tiến quân.

## Trận chiến

### Những cuộc không kích ban đầu
Sau khi Tarakan thất thủ, các cuộc không kích hàng ngày của Nhật Bản bắt đầu được nhìn thấy trên Banjarmasin. Những chiếc máy bay tiêm kích đầu tiên của Nhật Bản tiến hành bắn phá sân bay Oelin vào ngày 20 tháng 1, nhưng gây ra ít thiệt hại. Trong cuộc không kích vào ngày 21 tháng 1, 4 chiếc Mitsubishi Zeros và một máy bay trinh sát Babs của Không đoàn Đài Nam đã phá huỷ một chiếc PBY Catalina thuộc Liên đội Bay 16 (GVT.16) của MLD đã hạ cánh xuống đồng bằng Barito. Một tổn thất lớn xảy ra vào ngày 27 tháng 1, khi 8 máy bay ném bom Glenn Martin dừng lại tại Oelin trên đường đến sân bay Samarinda II. Khi cuộc không kích diễn ra, những khẩu súng máy Lewis được bố trí như phòng không không hiệu quả đối với máy bay Nhật. Người Nhật đã phá huỷ 6 trong số các máy bay ném bom và làm hư hại 2 chiếc còn lại, giáng một đòn nặng nề vào tinh thần của người Hà Lan.

### Đơn vị trên bộ di chuyển
Đội tiền phương của Đơn vị Yamamoto rời Balikpapan vào sáng ngày 31 tháng 1 và đổ bộ lên vịnh Adang lúc 20:00 cùng ngày. Khi được thông báo về cuộc đổ bộ, Trung uý Michielsen, người chỉ huy phòng thủ ở Tanahgrogot, đã rút lui cùng với 60 quân của mình sau khi phá huỷ thị trấn. Gia đình của những binh sĩ bản địa bị cấm sơ tán, trong khi gia đình của những người lính Tây phương có thể sơ tán theo cách riêng của họ. Michielsen đã thiết lập một trại với nguồn cung cấp thực phẩm cách Tanahgrogot 20 km về phía đông để chứa những người sơ tán, những người hiện đã gia nhập hàng ngũ binh sĩ rút lui. Tuy nhiên, nhiều binh sĩ đã đào ngũ trên đường đi hoặc trở về với gia đình của họ, để lại Michielsen với 5 người lính-2 trong số họ bị bệnh-khi anh đến Tandjoeng.
Đến 10:30 ngày 1 tháng 2, lực lượng tiên phong Nhật Bản chiếm được Tanahgrogot. Vào ngày 2 tháng 2, phần còn lại của Đơn vị Yamamoto rời Balikpapan và đổ bộ lên Tanahgrogot vào ngày 3 tháng 2. Khi họ tiến về phía nam đến Banjarmasin, Đơn vị trên bộ đã phải đối mặt với việc thiếu đường bộ thích hợp, khiến xe cơ giới và 600 xe đạp của họ trở nên vô dụng. Họ trèo lên những ngọn núi dốc và băng qua những cây cầu gỗ tạm thời bắc qua những hẻm núi sâu, trong  khi chống lại các cuộc tấn công từ muỗi, đỉa và côn trùng khác. Yamamoto đi đến Moeara Oeja (Muara Uya) vào ngày 4 tháng 2. Theo lệnh của Halkema, các lữ đoàn Landwacht ở Tandjoeng (Tanjung), Amoentai và Barabai đã thiêu rụi thành phố và rút lui mà không chiến đấu.
Lệnh này đã khiến Halkema đụn độ với Thống đốc Borneo thuộc Hà Lan, Bauke Jan Haga. Thống đốc Haga nhận thấy sự tàn phá là quá sớm, vì nó sẽ phá vỡ đời sống kinh tế ở các thành phố dọc theo Hoeloe Soengei (Hulu Sungei/Sungai), đề cập đến dòng thị trấn và làng mạc nằm ở phía đông sông Barito. Để phản đối, Thống đốc Haga đã gửi khiếu nại chính thức đến Tổng Tư lệnh quân đội Hà Lan ở Đông Ấn Hà Lan, Tướng Heinrich ter Poorten, yêu cầu thay thế Halkema. Theo thoả thuận, ter Poorten đã cử Thiếu tá A. Doup để thay thế anh ta.
Tại Dajoe, quân của Trung uý van der Poel đã phá huỷ sân bay nhỏ trong thị trấn trước khi rút lui về phía bắc đến Boentok (Buntok) và mất liên lạc với ban chỉ huy. Khi người dân địa phương báo cáo nhầm rằng các lực lượng Nhật Bản đang tiến vào thị trấn, nhiều binh sĩ bản địa và cảnh sát dã chiến của van der Poel đã đào ngũ, để lại cho ông 5 người. Vào ngày 7 tháng 2, Halkema tăng cường quân sự tại Kandangan với 2 lữ đoàn từ Oelin (được trang bị súng máy Madsen) dưới quyền chỉ huy của Trung uý 1 W.K. Remmert. Remmert đã phải trì hoãn bước tiến của Yamamoto dọc theo đường Kandangan-Martapoera, trước khi tập hợp lại với 1 lữ đoàn nghĩa vụ tại sân bay Oelin. Đến 11:30, quân của Remmert đến Kandangan và bắt đầu chiếm vị trí ở phía bắc thị trấn, trước khi hỗ trợ Scholte trong nỗ lực phá huỷ. Cả hai nhóm sau đó rút vào một vị trí phòng thủ ở Martapoera để bảo vệ sân bay Oelin.
Vào đêm ngày 8 tháng 2, báo cáo của Hà Lan từ Rantau cho biết một trong những con tàu của họ đã di chuyển dọc theo con sông về phía Banjarmasin khi tắt đèn. Không loạt trừ khả năng có quân Nhật trên tàu, Halkema ra lệnh cho Đại uý van Epen gửi 3 lữ đoàn (1 lính nghĩa vụ và 2 Stadswacht, được tăng cường bằng súng máy và súng Madsen) trên các xà lan hơi nước từ Oelin đến Negara để ngăn chặn quân Nhật tấn công Banjarmasin qua sông Barito, trước khi rút lui về Oelin. Đến 22:00, Halkema ra lệnh phá huỷ Banjarmasin và Pelaihari. Khi sự huỷ diệt, và cùng với nó, sự phá hoạt bắt đầu diễn ra, Thống đốc Haga được khuyên nên rời khỏi thành phố, nhưng ông khẳng định rằng ông sẽ không làm như vậy cho đến 23:30. Sau đó, Thống đốc Haga rời Moearatewe, trước khi di chuyển xa hơn về phía bắc đến Poeroektjaoe (Puruk Cahu).
Hai ngày trước đó, ter Poorten đã uỷ nhiệm Doup làm trung tá và bổ nhiệm ông làm người kế nhiệm Halkema, với lý do tình trạng sức khoẻ (thấp khớp) và mất cân bằng tinh thần của Halkema. Doup rời Surabaya vào ngày 8 tháng 2, nhưng khi máy bay của ông đến bờ biển Borneo lúc 01:00, ông nhìn thấy những đám cháy lớn ở cửa sông Barito, nơi Banjarmasin sẽ ở. Vì người điều khiển vô tuyến không liên lạc được với mặt đất, phi công, Trung uý J.A.J. Oonincx từ chối hạ cánh; việc không liên lạc được là do đài phát thanh tại sân bay Oelin bị phá huỷ. Doup cuối cùng phải quay về Surabaya. Sau khi gửi lệnh phá huỷ, Halkema và một vài sĩ quan tham mưu lái xe đến sân bay Oelin để bàn giao quyền chỉ huy cho người kế nhiệm. Tại sân bay, ông nhìn thấy một chiếc máy bay bay vòng quanh sân bay nhiều lần trước khi rời đi mà không hạ cánh.
Khi Halkema lái xe đến Oelin, một phần nhân viên của ông đã bắt đầu lên tàu Irene và Otto. Cả hai con tàu đều hướng đến Schans van Tuyl (ngã ba sông Martapoera (Martapura) và Barito), nơi chúng sẽ chờ hướng dẫn thêm ở đó. Trong khi đó, chủ bến cảng của Banjarmasin đã ra lệnh cho một chiếc tàu hơi nước đi đến Takisoeng (Takisung), một thị trấn ven biển phía nam Banjarmasin, nơi nó sẽ được cung cấp cho Halkema xử lý. Từ Schans van Tuyl, Irene và Otto cuối cùng tiến về Java, mang theo những người tị nạn Hà Lan từ Banjarmasin và một phần nhân viên của Halkema.
Sau khi nhìn thấy máy bay của Doup rời đi, Halkema lái xe theo hướng Takisoeng, nơi anh đến cửa sông Barito vào ngày 9 tháng 2. Vào buổi tối, một Borsumij (Borneo Sumatera Maatschappij; Công ty Borneo Sumatera) tàu xuất hiện cùng với các nhân viên còn lại không lên tàu Irene và Otto. Sau khi Halkema lên tàu, con tàu sau đó nhận được một bức điện tín từ Bandung, ra lệnh cho họ đi về phía tây đến Kotawaringin và chờ hướng dẫn thêm ở đó.
Con tàu Borsumij lên đường lúc 19:00; Các lực lượng Hà Lan trên tàu đã tìm cách sơ tán đến Kotawaringin vào thời điểm đó chỉ có 75 quân. Sau khi cập cảng Kotawaringin vào ngày 11 tháng 2, Halkema và các nhân viên không thiết yếu khác rời đi Java bằng máy bay vào ngày 12 tháng 2, trong khi các lính bộ binh dưới quyền Đại uý W.C.A. van Beek tăng cường lực lượng tại sân bay. Trở lại sân bay Oelin, Đại uý Bolderhey đợi đến ngày 9 tháng 2 để chuyến bay của Doup đến, mà không biết rằng nó đã xảy ra vào ngày hôm trước. Khi màn đêm buông xuống ngày 9, anh quyết định rời sân bay và đi lên phía bắc đến Koeala Kapoeas (Kuala Kapuas). Thái độ thù địch của người dân địa phương, cùng với việc đào ngũ khiến du kích chiến đấu không còn lựa chọn. Với ít sự lựa chọn hơn trong tay, Bolderhey quyết định cố gắng tiếp cận Java. Vào ngày 11 tháng 2, ông và quân của mình rời đi trên một chiếc thuyền nhỏ dài 17 m, cùng với 180 thường dân Hà Lan khác (trong đó có 20 phụ nữ). Sau khi đi thuyền trong biển động trong 6 ngày, Bolderhey đổ bộ lên Madura.
Đơn vị của Yamamoto, một khi ra khỏi rừng rậm, đã cố gắng truy đuổi lực lượng Hà Lan đang rút lui, nhưng cuộc tiến công đã làm phân tán lực lượng. Tuy nhiên, một đại đội tiên phong do Đại uý Kataoka dẫn đầu đã cạnh tranh với đại đội công binh để trở thành người đầu tiên đánh đuổi quân Hà Lan. Khi Đơn vị trên bộ tiến lên, họ đã nhận được xe đạp, xe cộ và đồ dự trữ từ nhiều người dân địa phương hỗ trợ. Lúc 09:00 ngày 10 tháng 2, Kataoka, cùng với đại đội công binh, chiếm sân bay Oelin mà không gặp kháng cự nào. Khi màn đêm buông xuống, Đơn vị đã chiếm được Banjarmasin.

### Đơn vị trên biển di chuyển
Đơn vị trên biển của Okamoto rời Balikpapan vào tối ngày 30 tháng 1 trên 4 tàu đổ bộ lớn và 2 tàu đổ bộ nhỏ và bắt đầu đi dọc theo bờ biển về phía nam. Theo kế hoạch, Đơn vị tập trung tiến công tại cửa sông vào ban đêm theo kế hoạch, với một sĩ quan hải quân trực thuộc để điều khiển quân đội. Vào ban ngày, các tàu đổ bộ được nguỵ trang dưới rừng ngập mặn để tránh bị phát hiện. Đi qua vịnh Apar Besar, vịnh Pamukan và vịnh Klumpang, Okamoto thực hiện một cuộc không kích ban đêm xuống Kotabaroe, không gặp phải sự kháng cự nào và chiếm được nhiều tiếp liệu và tiếp tế. Vào ngày 8 tháng 2, Đơn vị trên biển đổ bộ cách Banjarmasin 80 km và tiến lên mà không gặp phải sự kháng cự nào đối với sân bay Oelin. Vì Đơn vị trên bộ đã phân tán quân của Halkema, quân của Okamoto đã đến sân bay Oelin mà không gặp phải sự kháng cự nào vào ngày 10 tháng 2.

## Kết quả
Đến cuối trận đánh, Đơn vị trên bộ đã tiến 400 km về phía nam từ điểm đổ bộ của họ ở vịnh Adang đến Banjarmasin, 100 km trong số đó được thực hiện xuyên qua rừng rậm. Vật liệu cơ bản cho Không Hạm đội 11 đi đến Oelin bằng thuyền đánh cá vào ngày 20 tháng 2, và đến ngày 25 tháng 2, một đơn vị của Phi đội 23 đổ bộ lên sân bay, nơi sớm được sử dụng làm căn cứ cho cuộc tiến quân đến Bali.

### Thương vong
Trận đánh đã khiến 9 lính Nhật thiệt mạng trong chiến đấu hoặc chết vì bệnh tật. Khoảng 80% (khoảng 800) binh sĩ của Đơn vị trên bộ bị mắc bệnh sốt rét.
Thương vong của Hà Lan không rõ. Tuy nhiên, trận chiến đã được đặc trưng với tỷ lệ đào ngũ cao trong quân địa phương.

### Đầu hàng
Sau khi quân Hà Lan tại Java đầu hàng vào ngày 8 tháng 3, quân đội đang cầm cự ở Borneo cũng bắt đầu ra hàng. Nhóm của Michielsen đã tự giao nộp mình cho người Nhật ở Tandjoeng sau thông báo đầu hàng. Sau khi cầm cự ở Poeroektjaoe một thời gian, nhóm của van der Poel đầu hàng quân Nhật tại Banjarmasin vào ngày 14 tháng 3. Người Nhật sau đó chỉ thị cho ông, cùng với Đại uý van der Epen, người đã đến Banjarmasin cùng một lúc, để hướng dẫn quân đội sẽ đón Thống đốc Haga ở Poeroektjaoe. Thống đốc Haga bị bắt vào ngày 17 tháng 3. Vào ngày 14 tháng 12 năm 1943, ông qua đời trong tù sau khi bị tra tấn vì âm mưu khôi phục sự cai trị của Hà Lan ở Banjarmasin thông qua một cuộc nổi dậy vũ trang, trong cái được gọi là "Âm mưu Haga".

### Sân bay Kotawaringin
Các đơn vị ở lại sân bay Kotawaringin được tăng cường với tiểu đoàn 2/15 Punjab dưới sự chỉ huy của Trung tá M.C. Lane đã kiệt sức từ Miri & Kuching. Vào ngày 24 tháng 2, một con tàu chở hàng tiếp tế đã đến để cung cấp thêm lương thực dự trữ cho lực lượng phòng thủ. Mãi cho đến cuối tháng 3-đầu tháng 4, người Nhật cuối cùng đã đến Kotawaringin và đánh bại quân phòng thủ.

### Gỉai phóng
Banjarmasin vẫn nằm dưới sự chiếm đóng của Nhật Bản cho đến tháng 9 năm 1945, khi thành phố này được giải phóng bởi Tiểu đoàn 2/31 thuộc Sư đoàn Bộ binh 7 Úc.